# 4966 Edolsen
4966 Edolsen је астероид главног астероидног појаса са пречником од приближно 9,66 .
Афел астероида је на удаљености од 3,186 астрономских јединица (АЈ) од Сунца, а перихел на 2,081 АЈ.
Ексцентрицитет орбите износи 0,209, инклинација (нагиб) орбите у односу на раван еклиптике 9,924 степени, а орбитални период износи 1561,367 дана (4,274 године).
Апсолутна магнитуда астероида је 13,60 а геометријски албедо 0,068.
Астероид је откривен 2. марта 1981. године.